# 高師直
高 師直（こう の もろなお）は、鎌倉時代末期から南北朝時代にかけて足利尊氏に側近として仕えた武将、官僚、政治家、歌人。正式な名乗りは、高階 師直（たかしな の もろなお）。
高師重の子、兄弟に師泰・重茂、子に師夏・師詮ら。鎌倉幕府有力御家人足利氏執事（家宰）、建武政権雑訴決断所三番奉行人・武者所および窪所寄人、北朝武蔵守、室町幕府初代および第三代執事（室町幕府管領の前身）・上総国守護・武蔵国守護・引付頭人。通称の「高」は、本姓で氏（うじ）の「高階」ないし氏姓「高階朝臣」の略記であり、領地に基づく家名である名字を持たなかった珍しい武家である。文化人・風流人でもあり、ばさら大名のひとりとしても知られる。

## 概要
その主要業績は2度15年間（1336年 – 1349年、1349年 – 1351年）にわたる室町幕府執事としての行政活動であり、前代建武政権の後醍醐天皇が定めた先駆的な法制度を改良して幕政に取り入れ、初代将軍尊氏のもと、室町幕府草創期の政治機構・法体系を整えた。日本史研究者の亀田俊和はその手腕を高く評価している。その政策の代表例としては、執事施行状（しつじしぎょうじょう）の考案・発給が挙げられ、有効に機能するものとしては日本で初めて、土地給付の強制執行を導入した。かつて、鎌倉幕府では、武士や寺社が法的に獲得した恩賞（＝土地）の実効支配は自助努力に任されていたため、弱小な武士・寺社では不法占拠者を追い出せず、泣き寝入りせざるを得ないことがあった。この問題に対し、建武政権の後醍醐天皇は、弱者を保護し秩序を維持するため、日本で初めて恩賞の宛行（「あておこない」または「あてがい」、土地給付）の強制執行を導入したものの（雑訴決断所牒）、その制度は手続きが煩雑すぎて円滑に機能しなかった。これを踏まえ、師直は室町幕府執事として、土地給付の強制執行の手続きを申請時・実行時の両方で簡便化した執事施行状を考案。この改良によって弱小な武士・寺社への救済がより実効的に機能するようになり、室町幕府の求心力を高めることに成功したのである。
さらに武将としても、兄弟の師泰と共に建武の乱や南北朝の内乱で活躍した。当時の史料（上杉清子書状）から現代の研究まで一貫して、足利方を代表する名将と評されている。戦場では伝統よりも合理性を重視し、首実検の手続きを簡略化し大規模な軍事行動を可能にする分捕切捨の法（ぶんどりきりすてのほう）を初めて採用した。他方、石清水八幡宮・吉野行宮・金峯山寺蔵王堂などの聖域を焼き討ちして当時の公家社会に衝撃を与え、痛烈な批判を浴びた。石津の戦い（1338年）では南朝公卿・鎮守府大将軍の北畠顕家を、四條畷の戦い（1348年）では南朝の畿内戦力を統率する楠木氏棟梁楠木正行を討ち、武名と権勢を高めた。亀田によると、これ以降、公家や僧侶が師直・師泰兄弟を批判するようになる。
しかし、革新的な政策と急速な勢力拡大から、将軍弟で事実上の幕府最高指導者である保守派の足利直義と対立、なかば隠居していた将軍尊氏も巻き込む足利氏の内紛である観応の擾乱（1350–1352年）に発展。一時は直義を制するが、最終的に直義が南朝側へ離反して武力を回復したことから打出浜の戦い（1351年）で敗北し投降、2月26日、護送中に直義派の上杉能憲らによって一族諸共殺害された。
なお、前述の聖域焼き討ち事件が拡大解釈されて、『太平記』（1370年ごろ）では神仏をも嘲弄する悪逆非道の男として創作され、様々な悪行が描かれるが、焼き討ち以外の暴挙はほぼ歴史的根拠が無い。歴史上においては、その聖域焼き討ちさえも公人としての要請に迫られた苦渋の決断であって、私人としては敬虔で模範的な人物だった。公務外の活動では夢窓疎石の進言を受け、多大な寄進をして京都の臨済宗真如寺を創建、その後、真如寺は室町時代の京都十刹の一つに数えられたほどである。和歌や書に優れ、歌人としては勅撰集『風雅和歌集』（1346年）に入撰するなど、高い教養を身に着けた文化人・風流人でもあった。

## 生涯
高師重の子として生まれ、高氏の家督を継ぎ、父祖同様に足利氏の執事となる。兄弟の高師泰は、師直の弟であるという説（『園太暦』貞和3年12月18日条）と兄であるという説（『清源寺本高階系図』）があり、弟説の方が優勢であるが、亀田俊和は兄説を支持している。
主君である足利尊氏の側近として討幕戦争に参加し、建武の新政においては、師泰と共に窪所・雑訴決断所の奉行人に任じられている。
建武2年（1335年）、尊氏が後醍醐天皇に中先代の乱を機に離反すると、尊氏に従って鎌倉へ下向し、建武3年（1336年）2月に九州へ逃れた時にも従い、5月の湊川の戦いでも共に戦うなど、終始尊氏の補佐に務めた。
建武5年（1338年）、尊氏が征夷大将軍に任じられ室町幕府を開くと、将軍家の執事として絶大な権勢を振るった。高氏の一族で、侍所や恩賞方の要職を占め、河内・和泉・伊賀・尾張・三河・越後・武蔵など数ヶ国の守護職を担った。
南北朝の動乱では師直は、1338年に和泉石津で名将とされた北畠顕家を討ち、貞和4年（1348年）の四條畷の戦いでは楠木正行・正時兄弟らを討ち、さらには南朝・後村上天皇の本拠地吉野山へ攻め入って焼き払い、（吉野城の項を参照）南朝方を賀名生（奈良県五條市）へ撤退させるなど、南朝の主力武将達を打ち破って軍事面でも活躍した。
幕府内部は、将軍尊氏と政務を取り仕切る直義の足利兄弟による二頭制となっていたため、やがて尊氏直義両者の間に利害対立が頻発。師直は尊氏に近く直義とは性格的に正反対だったこともあって、直義との対立が次第に深まっていき、幕府を二分する権力闘争へと発展していく。やがて、政敵となった直義側近の上杉重能・畠山直宗らの讒言によって執事職を解任された師直は、師泰とともに挙兵して京都の直義邸を襲撃する。さらに直義が逃げ込んだ尊氏邸をも包囲し、尊氏に対して直義らの身柄引き渡しを要求する事態に発展した。尊氏の周旋によって和議を結んだものの、直義を出家させて引退へと追い込み、幕府内における直義ら対立勢力を一掃した。一説にこの騒動は、直義（およびその養子直冬）よりも成人になった息子義詮に政権を引き継がせたい尊氏と師直の示し合わせによるものともいわれるが、背景については諸説紛々として定説はない。
直義の出家後、師直は尊氏嫡子の足利義詮を補佐して幕政の実権を握る。観応元年（1350年）、直義の養子の足利直冬討伐のために師直は尊氏に従って播磨へ出陣するが、この隙に直義は京を脱出して宿敵だった南朝(後村上天皇)に降って手を結び、南朝・直冬と連携して師直誅伐を掲げて挙兵し、かつては味方同士であった尊氏・師直と本格的に交戦することとなった（観応の擾乱）。観応2年（1351年）、摂津国打出浜の戦いで直義・南朝方に敗れた尊氏・師直は、師直師泰兄弟の出家を条件に直義方と和睦するが、師直は摂津から京への護送中に、復讐のために待ち受けていた直義派の上杉能憲らによって武庫川畔（現兵庫県伊丹市）において、師泰、師世ら一族と共に虐殺された。享年不明。このちょうど一年後の師直の一周忌の命日に、その後尊氏に敗れて幽閉されていた直義が急死しているため、師直への弔いとして尊氏が直義を毒殺したという説もある。
なお、武庫川畔では師直師泰兄弟だけでなく、高氏一族の多くが殺害されてしまった。13歳に過ぎなかったといわれる師直の子・師夏も犠牲となった。もう1人の子・師詮はこの時は行動を別にしていたらしく難を逃れたが、文和2年（1353年）に起こった南朝勢との戦いで命を落とした。これにより、代々足利氏に筆頭重臣として仕え、尊氏の一連の決起においても軍事面で実行部隊として重役を担い、幕府成立後も行政も差配し執事として足利将軍家を支え、要職を歴任していくかにみえた高氏は、室町幕府初期に政権中枢から姿を消した。

## 人物

### 革新派の宰相

#### 精力的な政務活動
高師直は、数々の戦功を挙げた武将であるが行政官・政治家としての実務能力・内政能力にも秀でており、その主たる業績は、執事として室町幕府の政治機構への改革を断行したことである。
かつては、師直は武闘派で内政能力は高くなかった、と誤解されてきた。主な理由として軍記物『太平記』において暴虐で粗野な人物という設定で創作されたからである。さらにその後、第二次世界大戦後の南北朝時代研究を主導した佐藤進一は、主に保守派の足利直義の業績解明に重心を置いたため、その政敵である革新派の師直の行動は、直義への妨害行為として相対的に低く評価されるようになってしまった。
しかしその後の研究の進展により、実際には、執事在職中、師直は為政者として精力的に政務を行っていたことが判明しており、およそ200通もの発給文書が現存している。

#### 執事施行状
師直の政治改革で最大の発明であり、また師直の権勢が将軍弟の足利直義と同等にまで引き上がった原因となったのは、執事施行状（しつじしぎょうじょう）の発給である。これは、将軍が出した恩賞宛行（「あておこない」もしくは「あてがい」）の下文、つまり功績ある武士や寺社へ土地を給付するように命じる文書に付属して、この手続が正しく行われるよう、各国の守護（武家政権における現在の県知事）に伝達する文書であるが、その特徴は、恩賞宛行に沙汰付（さたしつけ）が命じられた、つまり土地給付に武力を伴う強制執行力が付加されたことである。
前武家政権の鎌倉幕府では、武士や寺社が恩賞を勝ち取ったとしても、それは大義名分を得ただけで、実際の獲得は自助努力に任されていた。そのため、もしその土地を不法に占拠する人が幕府の命令を無視した場合、弱小な勢力では実効支配を実現できない場合もあった。
南北朝時代にはこの問題がさらに深刻化し、戦の多発によって手早く恩賞を配ることで矛盾する恩賞宛行（土地給付）が命じられてしまったり、また、対象の土地が南朝勢力によって抑えられていて、弱い武士や寺社では自力で南朝の軍を追い出すことができなかったりすることがあった。師直は、恩賞宛行が矛盾してないか再確認を行い、さらに救済措置として有力武将ではない武士や小規模な寺社にも正しく恩賞（土地）が行き渡るよう、武力による強制執行を守護に義務付けることで、南朝に比べて室町幕府の求心力を高めることに成功したのである。
この制度はもともと、建武政権において、後醍醐天皇が訴訟機関雑訴決断所を八番制に再編した際、綸旨（天皇の命令文）に付属する「雑訴決断所牒」として導入したものだった。ところが、雑訴決断所牒を得るには綸旨から30日以内に申告書類を書き関連資料を添付して提出する必要があり、さらに牒を取得した後も、国司と守護の両方の使節を現地に招く必要があったので、とても煩雑な制度であり、理念はよくとも現実にはうまく機能しなかったと見られる。このとき、高師直は雑訴決断所の第三番の職員として活動していたため、亀田俊和は、この雑訴決断所牒をヒントに執事施行状が発明されたのではないか、と主張している。
師直は雑訴決断所牒をただ真似るのではなく、申告手続きを簡略化し（場合によっては申告書類を書かずとも下文（将軍の命令書）を担当官に見せるだけで良かった）、さらに国司・守護の二者ではなく、守護のみに施行（強制執行）を担当させることで、執事施行状が簡単・迅速に有効になるように改良した。雑訴決断所牒（＝執事施行状）の他にも、師直は建武政権の先進的なシステムを多く改良して幕府に取り入れたという。
また、執事施行状の文書形式は、鎌倉幕府の執権・連署が発行した奉書である関東御教書（かんとうみぎょうしょ）と全く同じ形式になっており、本来は一御家人の家宰に過ぎなかった執事という地位を、日本の実質的指導者であった執権の後継者に位置づけたことになる。
師直がどこの機関から執事施行状を発給したのか確実な証拠は見つかってはいないが、管領細川頼之の時代にはその後継である管領施行状が仁政方（じんせいがた）から発給された形跡があること等から、亀田はこの機関ではないかと推測している（この点については亀田と山本康司の間で論争がある）。また「仁政」というような道徳的に仰々しい単語は、当時の武士の公的機関には通常は使われないものであり、亀田は、「師直が強い正義感や倫理観を有していた気配さえ窺えるではないか」と主張している。

#### 執事施行状の影響
施行状の発給は、幕府へだけではなく師直自身への求心力も高め、一大派閥を形成することに成功した。しかし、当時の幕府で事実上の最高権力者であった将軍弟足利直義は、戦時体制から平時体制に移行しようとしており、また鎌倉幕府執権北条義時・北条泰時（御成敗式目の制定者）の治世を理想とする保守派の為政者だったため、師直の先進的な執事施行状を好まず、興国2年/暦応4年（1341年）10月3日には、室町幕府追加法第七条によって、師直の仁政方の沙汰付（強制執行）権限を自身の支配する引付方に接収しようと計った。このように両者の軋轢が深まっていったことが、観応の擾乱の主な原因の一つと考えられる。
また、師直自身にも保守的な一面はあった。足利氏を補佐する執事として育ったため、他の武士が抱く土地所有への執念を理解することができず、執事施行状による恩賞配分に失敗することがあったのである。その結果として直義を圧倒するほどまでには支持を集められず、観応の擾乱で敗北してしまった。
観応の擾乱によって師直自身は滅んだが、その後、観応3年（1352年）9月18日に定められた室町幕府追加法第六十条によって、執事施行状（のちの管領施行状）は室町幕府の命令系統の基軸となるシステムとして定着した。のち、三代将軍足利義満を補佐した細川頼之によって、執事と引付頭人は統合されて管領となり、師直が築き上げた執事制度は管領制度に引き継がれた。執事施行状は、南北朝時代に成立した庶民向けの初等教科書『庭訓往来』にも取り上げられ、中世の日本人にとっては、身分を問わず知っておくべき一般教養となった。これらの点から、亀田は師直を「新しい秩序の創造を目指した政治家」と評している。

#### 支持基盤
佐藤進一以来の定説としては、革新派の高師直の元には新興武士層が、保守派の足利直義の元には足利一門や幕府奉行人層・寺社勢力といった伝統的勢力が集まったと言われている。幕府内には、鎌倉幕府以来の武士層と、かつては悪党と呼ばれた人々や惣領の傘下に入ることを余儀なくされた庶子層などからなる新興武士層とが存在し、前者及び貴族や寺社などの守旧的な勢力が直義を、彼らからの圧迫を排除して在地における支配権の保障を求めた後者が師直を支持したとされている。師直が後世に悪し様に書かれるのは、この時代の知識階層で多く記録を残したのは貴族・寺社勢力であり、彼らに反抗する新興武士層や彼らの擁護者である足利氏に対する反感もあったと思われる。
一方、亀田は、二人の政治思想面の違いは、その支持基盤の違いに実はそれほど影響しなかったのではないか、と主張している。例えば、足利氏の名門中の名門今川氏は尊氏派（＝師直派）につき、逆に幕府きっての武闘派で足利氏庶流の中では家格の低い新興武士である桃井直常は直義派についている。亀田によれば、師直と直義の派閥を分けたのは、主に恩賞の問題であるという。単純に、師直の執事施行状のおかげで恩賞を得た者は師直に付き、この制度から漏れて利益を受けられず不満を持った者は直義に付いた。ここに、足利直冬（直義の養子で、尊氏の非認知子）の処遇をどうするかという問題が絡み合って観応の擾乱が勃発したのではないか、としている。

### 武将として
師直は存命時から既に足利方を代表する筆頭武将と見なされていた。例えば、南朝の名将北畠顕家を敗死させた石津の戦い（1338年）の後、尊氏の実母である上杉清子は実家の上杉家へ宛てた書状で、細川顕氏と高師直が共に軍功第一であったとその武勇を讃えている（『出羽上杉家文書』）。その後も師直は現代に至るまで一貫して強力な武将と評されており、亀田は、あまりにも軍事に秀でていたことが、周囲との軋轢を産んだ一面もあるのではないか、としている。
師直と並び武勇を絶賛された細川顕氏が、およそ10年後、後世「小楠公」と謳われる名将楠木正行との戦いで連戦連敗の失態を犯し、とうとう師直にお鉢が回ってきた際、正行の若さと兵数の少なさを決して見くびらず戦力の増強・招集に努め、一万騎から数万騎という当時の幕府総力に近い兵力をかき集めて挑んだ。その甲斐あって四條畷の戦い（1348年）で激戦のすえ正行を倒している。
戦時だけではなく、平時の治安維持についても、建武政権下の建武2年（1335年）6月22日、大納言西園寺公宗の反乱計画が発覚した際には、武者所の職員として、楠木正成と共同で鎮圧作戦を担当し、反乱実行前に公宗の一味を捕縛している。建武政権下で武者所職員として楠木正成ら全国から集った優秀な人材と交流したことは、武将および政治家としての師直を成長させるきっかけになったのではないかとも言われている。
また、師直は大規模な合戦の中で軍の機動性を発揮させるため、顕家との戦いの中で、分捕切捨の法を初めて採用した。これは、戦功確認の簡略化で、それまでの方法であった斬った敵将の首を軍奉行に認定されるまで保持せず、仲間の確認でされあれば可とする当時としては画期的であると評される軍令である。建武5年（1338年）2月28日、大和国般若坂（現在の奈良県奈良市に所在）で行われた般若坂の戦いでこの作戦が実行され、功を奏したことが確認できる（『周防吉川家文書』）。
一般論としては、分捕切捨の法の採用は、師直の合理主義者的側面を証明する実例とされる。ただし、分捕切捨の法について師直が関わったのは「採用」であって、考案者については不明である。亀田は、この法は事前の軍議で武将たちによって合議的に考案され、当時の足利氏の実質的な総指揮官である足利直義が「承認」、その後、師直が直義の命令で「採用」したというような経緯の可能性も有り得なくはないと指摘し、分捕切捨の法のみによって師直の合理性を量るのは慎重になるべきではないか、と述べている。

### 聖域焼き討ち事件

#### 石清水八幡宮焼き討ち
建武5年（1338年）、南朝の北畠顕家を撃破した師直は、続けて京都の難攻不落の要塞石清水八幡宮に籠城する春日顕国を攻撃し、およそ一ヶ月に渡る拮抗した戦いの末、7月5日深夜、石清水八幡宮に火を放って焼き滅ぼした（『中院一品記』同日条など）。社殿と共に、おびただしい数の神宝が焼失した（『菊大路家文書』）。師直の聖域破壊行為は、当時の公家社会を震撼させ、もはや神社仏閣への攻撃が珍しくなくなった数十年後に至っても、その代表例としてたびたび挙げられていた（北畠親房『神皇正統記』および三条公忠『後愚昧記』応安4年記（1371年）など）。
師直の石清水八幡宮焼き討ちがことさら批難されたのは、主祭神である八幡大菩薩が、主君足利氏が属する清和源氏の氏神だったからである。春日顕国は、室町幕府軍が清和源氏ゆかりの聖域に総攻撃することはあるまいと考えていたところ、師直はそれを逆手にとって奇襲することで勝利している。
しかしながら、一ヶ月間も総攻撃を躊躇するなど、師直の内面には相当の心理的葛藤があったことを推察することができる（亀田俊和説）。師直に批判的な『太平記』ですら、放火決行は進退きわまったため、と戦略上の観点から仕方ないことであったと描いている。

#### 吉野行宮・金峯山寺蔵王堂焼き討ち
石清水八幡宮事件のおよそ10年後、貞和4年（1348年）1月5日の四條畷の戦いで楠木正行を打ち倒した師直は、1月26日から30日にかけて南朝臨時首都の吉野行宮を焼き払い（『房玄法印記』貞和4年1月26日条および30日条）、さらにこの火災の余波で修験道の霊地である金峯山寺の本堂蔵王堂も焼失させている（蔵王堂は天正19年（1592年）に再建されたものが国宝に指定されているほどの壮麗な建築物である）。『太平記』はやはりこの事件を取り上げており、「此悪行身に留まらば、師直忽ちに亡びなんと、思はぬ人は無かりけり」と評し、師直の邪性を象徴する事件として描いている。
亀田は、吉野行宮・金峯山寺の焼き討ちについては、実態は攻めにくく守りやすい金城鉄壁の軍事要塞であり、師直による焼き討ちもまた戦略上の必要から行ったものであり、師直に迷いはなかったと主張しているが、四條畷の戦い後の行軍速度について着目すると、積極的に焼き討ちを行ったとは限らず、四條畷の戦いの戦場となった北四条（現在の大阪府大東市北条）と吉野（奈良県南部）はさほど離れていないにもかかわらず、20日以上の日数をかけて進軍しており、この不自然なまでの遅さについて、一つには正行の弟楠木正儀率いる楠木党の山岳戦における強さを警戒したこともあると思われるが（藤田精一説）、もう一つの理由として、遅くとも1月20日までに、師直は西大寺長老を仲介者として南朝との和睦交渉を始めており（『園太暦』同年1月20日条）、最終的には交渉は打ち切られたとはいえ、総攻撃前に和平への一定の努力をした形跡が認められる。また、吉野陥落後に師直は南朝元首の後村上天皇への追撃の手を緩めたが、これについて森茂暁は、室町幕府は両統迭立の原則を堅持しており、幕府に南朝を滅ぼす意図はなかったのではないか、と推測している。

#### 総論
亀田によれば、以上のように、師直が当時の倫理観においても問題のある行為を行い、また日本を代表する文化財を破壊する事件を起こしたことや、その行為を邪悪と同時代人から批難されたことそのものは事実であるという。また、さらに、これらの焼き討ち事件が師直悪玉論の形成に一役買ったのも確かであるという。
しかし、亀田によれば、戦闘上における必要性から寺社に対して破壊行為を行った武将は、師直が最初の人物という訳でもただ一人の人物という訳でもないという。また、『太平記』では北畠顕家も大規模な略奪行為を行ったと描かれており、『太平記』は誇張表現を差し引くとしても、師直のみが特に批判に晒されるのは不当ではないか、と主張している。亀田は、師直の聖域破壊行為は、個人の倫理観と足利将軍家の忠実な執事としての葛藤の末、戦略的使命を完遂するために行ったものであるとしている。

### 崇仏家

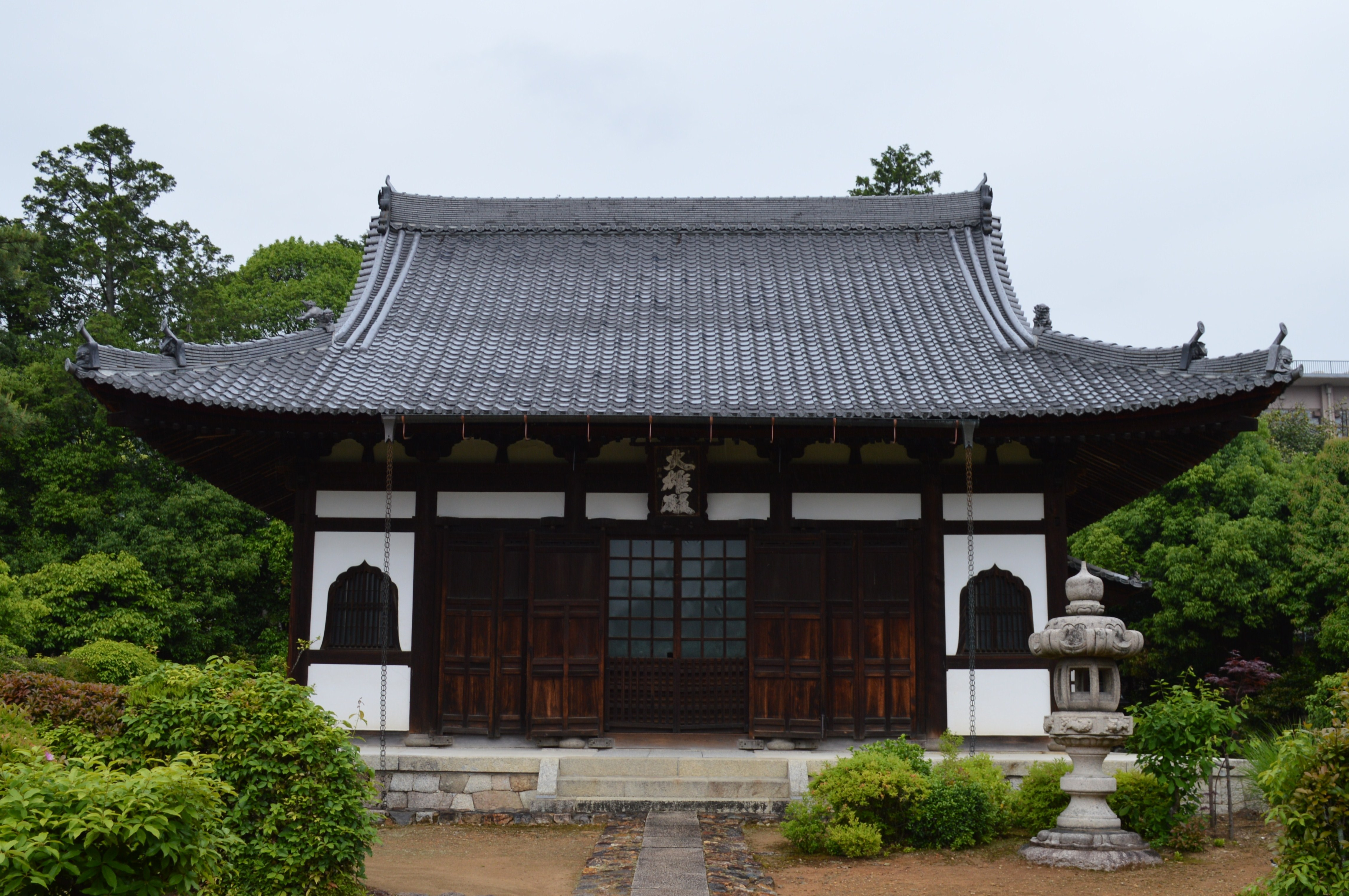
臨済宗真如寺法堂。京都十刹の一つ。暦応5年（1342年）に高師直が再興し、明暦2年（1656年）に後水尾天皇が再々興した。

『太平記』の創作として「神仏を畏れない男として」描かれてはいるが、事跡を辿れば師直の信仰心が薄かったわけではなく、神仏を篤く敬う人物だった。
まず、暦応2年（1339年）には、『首楞厳経』への注釈として北宋の華厳宗の仏僧子璿が著した『首楞厳義疏注経』（1000年ごろ）の版本作成に出資し、出版している。
暦応5年（1342年）には、高僧夢窓疎石に依頼して京都市北区の臨済宗真如寺を再建している。師直が寄進したこの寺院の繁栄し、寛正2年（1461年）に焼失するまで、京都十刹の一つに数えられていたほどである。また、康永3年（1344年）6月頃に母を亡くした際、臨済宗の高僧虎関師錬に追悼文の朗読を依頼しているが、直義との政治闘争に巻き込まれることを危惧されたためか、虎関師錬からは断られている。こうした臨済宗への傾倒は、北条氏や主君の足利氏など当時の武士の主流と足並みを揃えたものと考えられる。

### 文化人
教養人で、優れた歌人であり、また書も能くしていた。
歌人としては、勅撰集『風雅和歌集』（1340年代後半）に入撰。代表歌は、南朝の武将北畠顕家を倒した際に、その顕彰として住吉大社に奉納した「天くだる　あら人神の　しるしあれば　世に高き名は　あらはれにけり」（『風雅和歌集』）。また、康永3年（1344年）に足利尊氏・直義らが奉納した国宝『高野山金剛三昧院短冊和歌』に、師直の和歌も含まれている。曽祖父の高重氏や主君の足利尊氏も名高い武家歌人であるため、こうした周囲の環境が文化人としての師直を育てたと思われる。
書家としても多くの史書で讃えられており、一説に、二代将軍足利義詮は師直の花押（サイン）を手本にして自身の花押をデザインしたとも言われている。
日本三大随筆の一つ『徒然草』の著者兼好法師とも親交があり、公卿洞院公賢に狩衣着用の規則を尋ねる際、兼好法師を使者として遣わしている（『園太暦』貞和4年12月26日条）。

### 守屋家旧蔵本騎馬武者像
京都国立博物館所蔵の『守屋家旧蔵本騎馬武者像』の像主は、江戸時代以降、足利尊氏とされていたが、馬具や刀装に描かれた家紋「輪違紋」から、戦後は一転して高師直もしくは高師詮が有力視された。しかし、近年の原本や模写本の修理から家紋が後世の補筆であることが判明し、像主を高一族とする論拠が失われたことから再検討の必要性が唱えられている。

## 墓所
師直らが暗殺された地である兵庫県伊丹市には、池尻1丁目に高師直の塚（慰霊碑）が存在する。当地には師直の塚が遅くとも江戸時代の19世紀初頭には山田村という場所に存在したことが、文化3年（1806年）完成の「山崎通分間延絵図」によって確認できる。2020年時点で現存する石碑は、大正4年（1915年）に村の人々が建立したものが、その後、国道の拡張工事などの影響で転々と移設され、最終的に現在地に移されたものである。
また、栃木県足利市の光得寺境内には、師直を「前武州太守道常大禅定門」として慰霊する五輪塔が存在する。もともと樺崎八幡宮にあったものが、明治時代に廃仏毀釈のために八幡宮が廃されたため、同寺に移設されたものである。なお、同寺には師直五輪塔の他に、足利尊氏・足利貞氏（尊氏の父）・高師重（師直の父）・南宗継（高一族の分家である南氏の棟梁で、師直没後の尊氏の片腕）らの五輪塔も存在する。

## 画像集

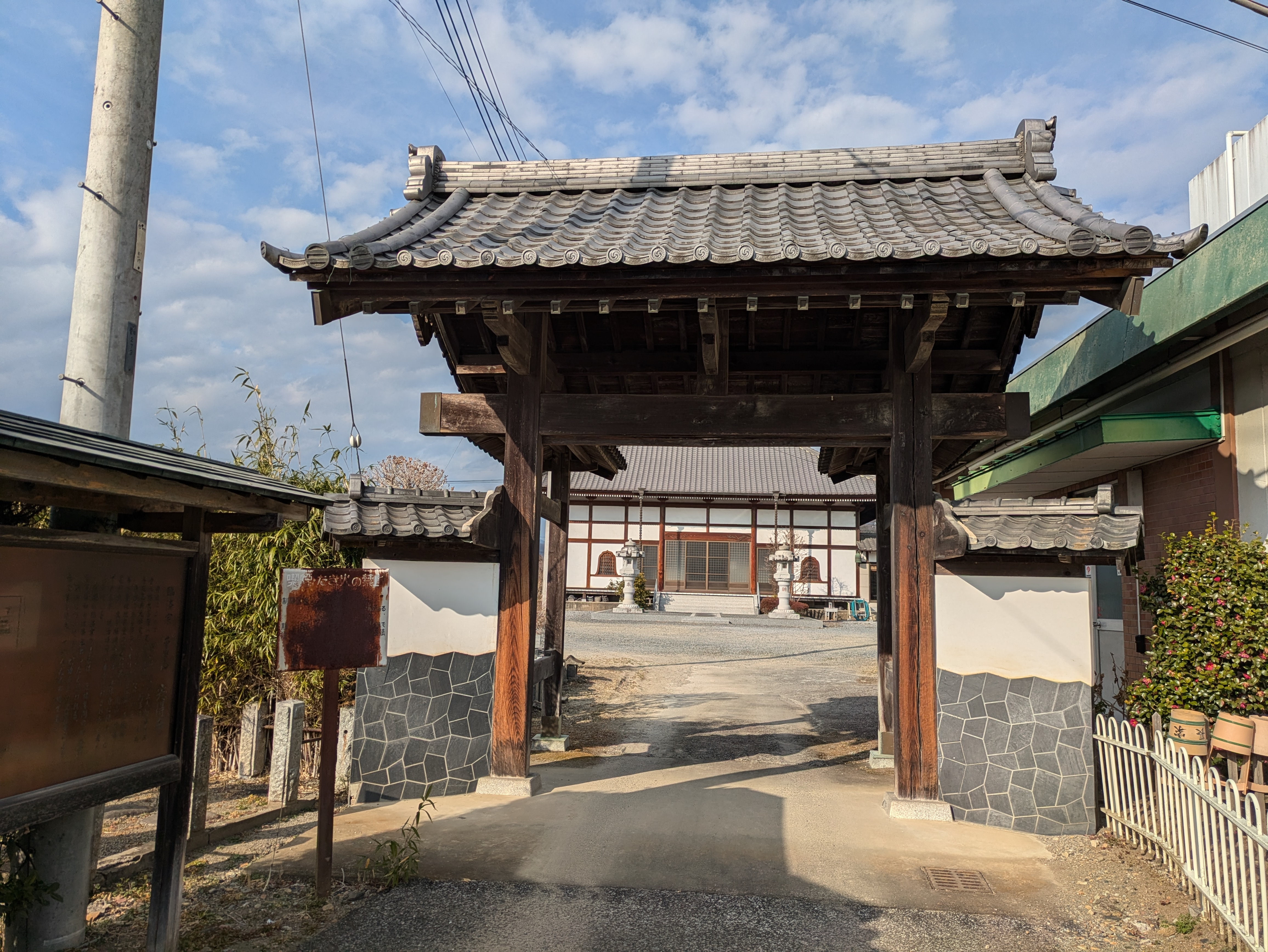
光得寺山門（足利市）（栃木県足利市菅田町892五輪塔は樺崎寺より移動）
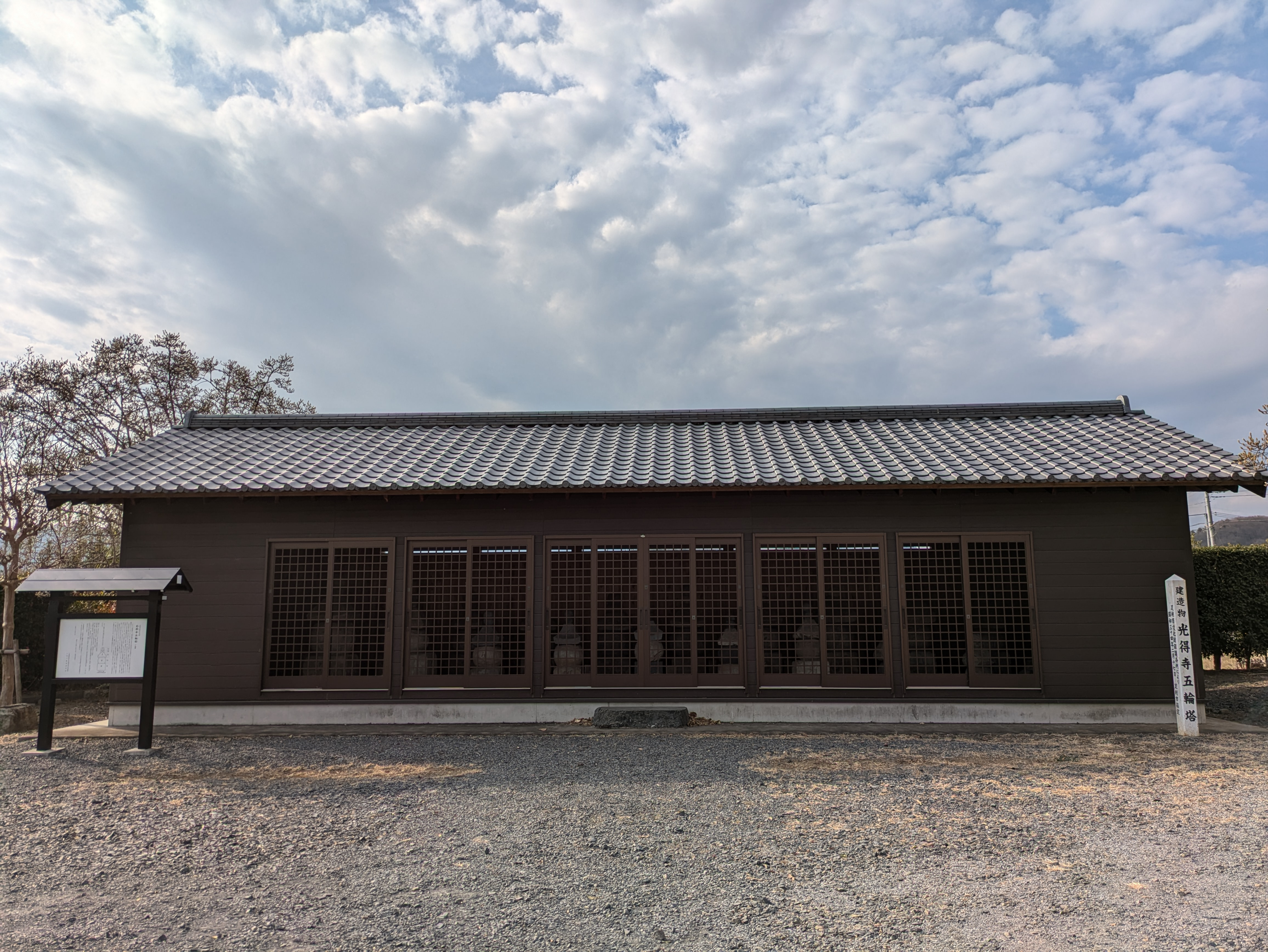
光得寺五輪塔19基（足利市）（他に確認出来る法名が足利尊氏・足利貞氏・南宗継のもの）
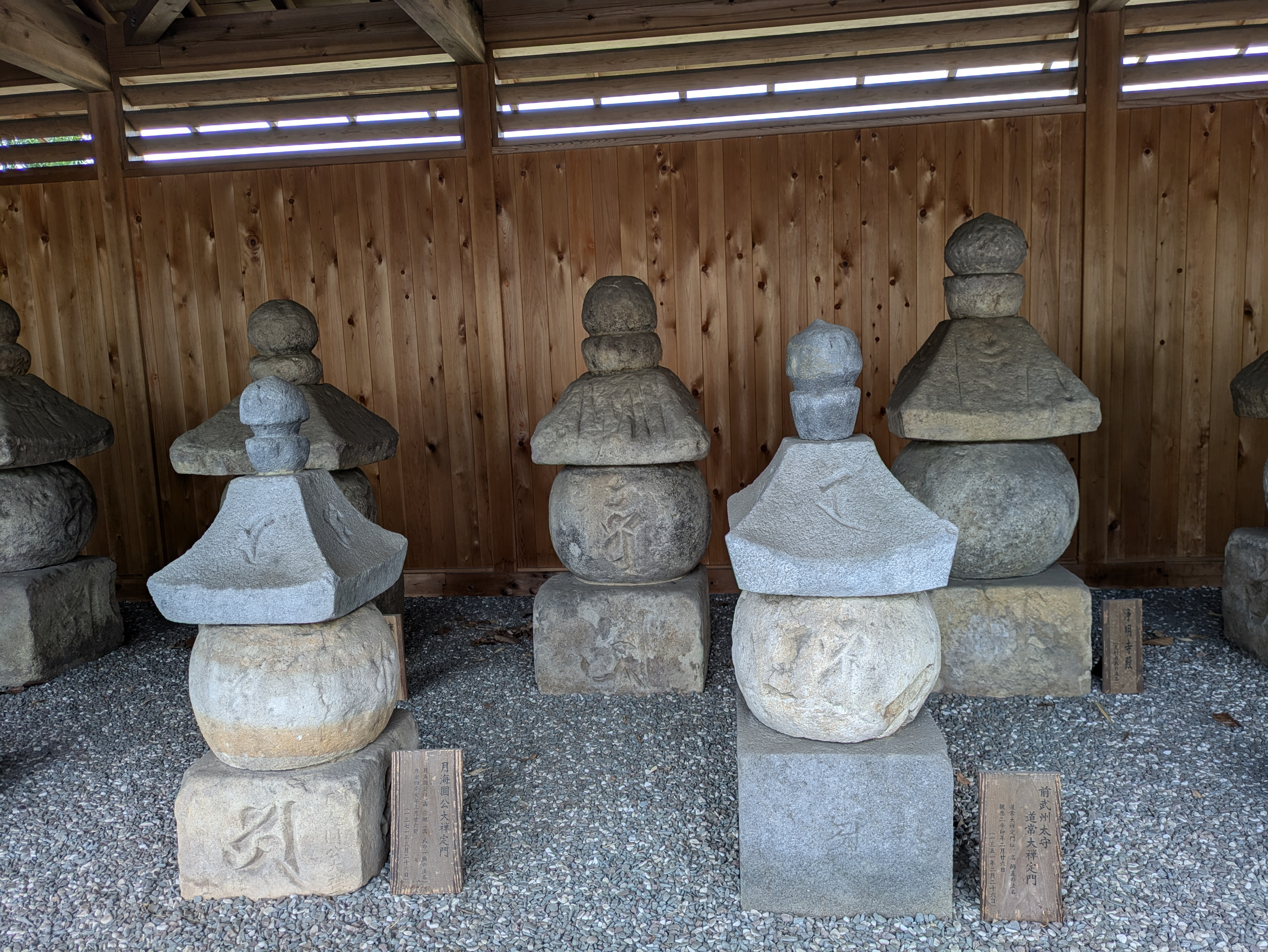
高師直五輪塔（光得寺）（前武州太守道常大禅定門と書かれた木札で確認）
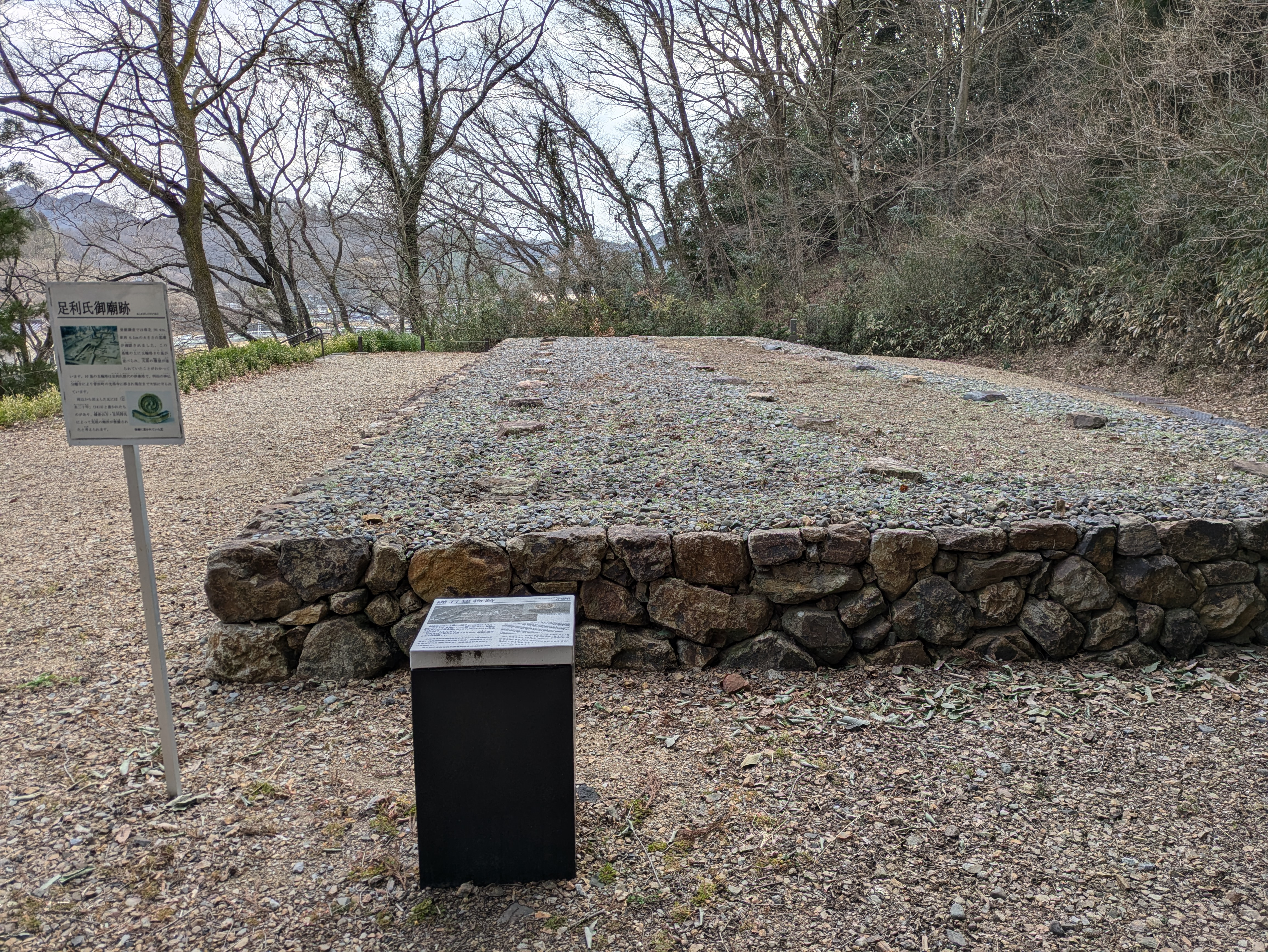
足利氏御廟跡（足利市）（栃木県足利市樺崎町）

## 家系
天武天皇の孫長屋王の子孫である皇族の峯緒王が承和11年（844年）に臣籍降下し、高階峯緒を名乗ったのが高階氏の始まりである。11世紀、高階惟頼（高惟頼）の頃に武士化して源義家に臣従し、氏に略記の「高」も用いるようになった。真偽不明だが、惟頼は血筋上は義家の四男であり、高階氏に養子に入ったのだとする家系図もある。惟頼の子の高惟貞（あるいは惟真）の頃から源姓足利氏（いわゆる足利氏）に重臣として仕え、藤姓足利氏との戦いで活躍した。その後、遅くとも13世紀後半、高重氏（師直の曽祖父）の代から足利氏執事を世襲。弘安4年（1281年）11月5日付の高重氏の発給文書（尊経閣文庫所蔵『武家手鑑』所収）が、高氏の足利氏執事としての活動を確認できる現存最古の史料である。亀田俊和は、高氏が御家人資格を持っていたのは確実と言えるだろう、としている。

## 創作

### 『太平記』

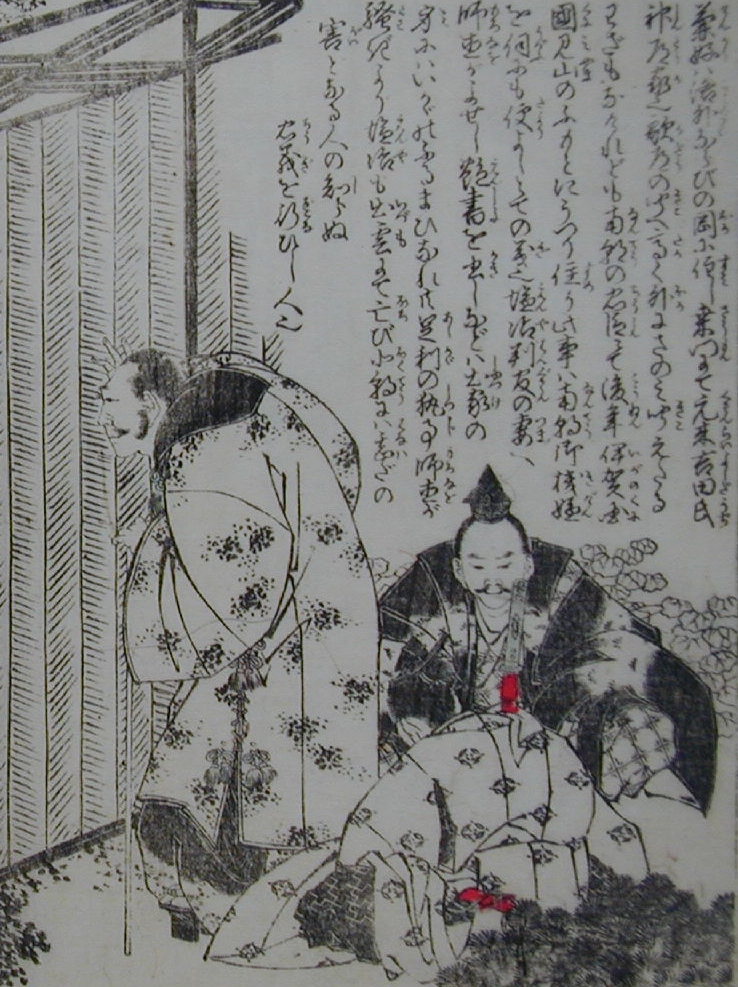
『絵本忠経』より。創作上における、塩冶高貞の妻の湯浴みを覗き見する好色家としての高師直像。

高師直は死後貶められ、『太平記』で、神仏をも畏れぬ悪漢という設定で創作された。
最もよく知られた逸話で、かつ史実と誤認されているのは、皇室の権威に対して、「王（天皇）だの、院（治天の君）だのは必要なら木彫りや金の像で作り、生きているそれは流してしまえ」と発言した（と批難された）ことである。
ところが、この発言は、実は『太平記』中ですら師直本人の言葉として描写されたものではなく、反師直派である上杉重能・畠山直宗に協力した僧の妙吉が、直義に対して「讒言」したもの、つまり虚偽の内容による密告に登場するものである。
『太平記』では、師直のほか、土岐頼遠など他の幕府高官にも皇室の権威をさほど重んじない人間は少なくなかったとして描かれている。
師直は、『太平記』では卑小な好色家としても描かれる。例えば、師直が塩冶高貞の妻に横恋慕し、恋文を『徒然草』の作者である兼好法師に書かせ、これを送ったが拒絶され、怒った師直が高貞に謀反の罪を着せ、塩冶一族が討伐され終焉を迎えるまでが描かれている。そのほか、二条前関白の娘を盗み出し、子を産ませた（後の嫡子高師夏）というような逸話も有名である。また、『太平記』以外にも師直の好色家ぶりを語る物語がある。しかし、これらの好色話のいずれも、史料として信用するに値しない。
高兄弟は、古典『太平記』に記される逸話や後世の創作などによって「悪逆非道」の烙印を押されている。ただ、『太平記』の描写には、師直が配下の武士の荘園の横領を認めていたなどの話が出てくるが、荘園の横領は、師直に限らず当時の武士一般に見られる行動であった。貴族や寺社勢力に対して協調的であった直義派の有力武将、斯波高経すらも興福寺の荘園横領によって、春日神木を担ぎ込まれて強訴された実例がある。
また『太平記』上においてすら師直は悪人一辺倒として描かれている訳ではなく、その心の広さを伝えていると評される逸話がある。四条畷の戦いにおいて楠木正行の軍による攻撃が始まった際、上山高元（六郎左衛門）という家臣が師直の陣中に訪ねていた。上山は鎧も持たずに師直の陣を訪れていたため、この危機を乗り切るべく、師直の鎧を一領拝借しようとした。それを見咎めた師直の配下との争いの最中に、鎧の持ち主である当の師直が通りかかった。師直は「今、師直にかわって働いてくれようとする者に、なにを鎧一領ごときを惜しもうぞ」と言い、上山にその鎧を与えたのである。この四条畷の戦いでは楠木正行率いる南朝の猛攻撃に遭い、師直は窮地に立たされた。しかしそこへ上山が突如現れ、師直の身代わりとなり討死したという。

### 『太平記』以降

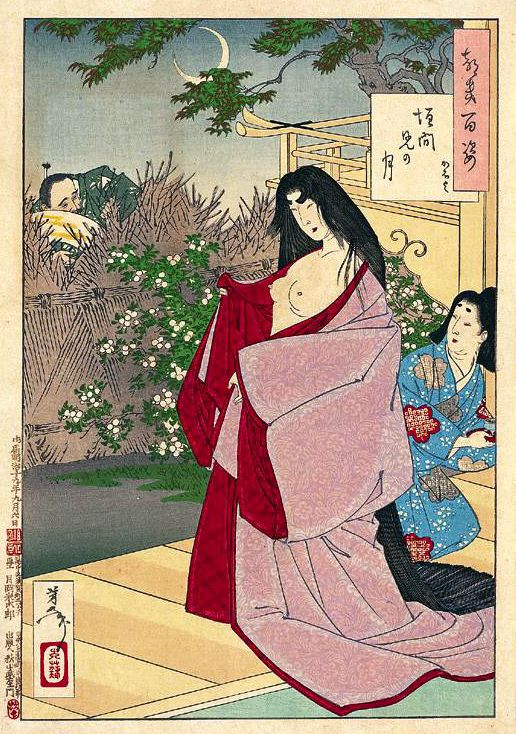
月岡芳年『月百姿』（19世紀末）37「垣間見の月　かほよ」。『仮名手本忠臣蔵』で、塩冶高貞（＝浅野長矩）夫人の顔世御前の裸体を覗き見する高師直（＝吉良義央）の姿。

『仮名手本忠臣蔵』は、元禄時代にあった赤穂事件を『太平記』の設定に仮託したもので、浅野長矩を塩谷判官高貞、吉良義央を師直とし塩谷判官の妻への横恋慕を発端として描いている。塩冶の「塩」は長矩の領地赤穂の特産品、高師直の「高」は義央の役職「高家」に通じる。師直と義央とは領地の三河でも繋がっている。
史実の高氏と吉良氏の関連は、康永4年（1345年）の足利尊氏による天龍寺供養と明徳3年（1392年）の足利義満による相国寺供養の際の2度にわたり随兵の序列を巡って揉めたと伝えられ、いずれも足利氏の一門である吉良氏が上位ということで落ち着いたが、前者の際には師直は健在であったが、実際にトラブルとなったのは一族の高師兼であった。

### 現代の作品
戯曲
- 谷崎潤一郎『顔世』

小説
- 球磨川淡「高師直」（『大衆文藝』収録、新鷹会、1962年）
- 安部龍太郎「師直の恋」「狼藉なり」（文藝春秋『室町花伝』／文春文庫『バサラ将軍』収録、1995年）
- 高橋直樹「葛の楠木」「悪名」（『異形武夫』収録、新潮社、2001年）
- 伊東潤「野望の憑依者」（徳間書店、2014年）
- 垣根涼介『極楽征夷大将軍』（文藝春秋、2023年）

映画
- 『悪党』（東宝、1965年）演：小沢栄太郎 - 原作は谷崎潤一郎『顔世』

テレビドラマ
- 『太平記』（NHK大河ドラマ、1991年）演：柄本明

舞台
- 桜嵐記（宝塚歌劇・月組公演）　（2021年、演：紫門ゆりや）

漫画
- 河部真道『バンデット -偽伝太平記-』（講談社「モーニング」連載、2016年 - 2017年）
- 松井優征『逃げ上手の若君』（集英社「週刊少年ジャンプ」連載、2021年 - ）